# コビー (マスコットキャラクター)
コビー (Cobi)は、1992年のバルセロナオリンピックのマスコットキャラクター。スペインの世界的デザイナー、ハビエル・マリスカル (Javier Mariscal)により作られ、1987年に公式発表された。
この名前は「バルセロナオリンピック実行委員会 (Comité Organizador de las Olimpiadas de Barcelona)」の略称COOBに基づいている。コビーのスタイルを良くして女性にし、腕を無くしたマスコット「ペトラ」が、パラリンピックのために作成された。
コビーは、世間の荒波に揉まれた末トラックに踏まれてしまったカタロニアン・シープドッグ犬を殴り書きしたものから生み出された。ハビエル・マリスカルが描いたこの前衛的なデザインは、かわいらしく優しそうであるというそれまでのマスコットの常識を覆すものであった。このため、コビーをマスコットに選んだ事については広く論議の的となった。
当初、コビーは民衆から拒絶されていた。1988年にカタルーニャで行なわれたアンケート結果によると、ハビエル・マリスカルのデザインに強い拒絶感を覚えるとした人は39%にのぼり、好ましいと答えた人は7%に過ぎなかった。しかし、時が経つにつれてコビーは大衆に受け入れられていく。1991年のアンケートでは47.7%の人がコビーを好きだと答え、15%の人がとても好きだと答えた。
オリンピック期間前と期間中、コビーは様々な土産物に利用され、コカ・コーラやブラザー工業、ダノンなどのオリンピック公式スポンサーのマスコットとしても活躍した。また、コビーの冒険というテレビアニメは約100カ国で放映された。
最終的に、コビーはスポーツ界最大のイベントを印象づけ、またバルセロナを印象づける役割を十分に果たす事となった。国際オリンピック委員会は、コビーとミーシャはオリンピック史上最も商業的に成功したマスコットであると述べている。